# 北黎河
北黎河，位于中国海南省东方市北部的大田镇和八所镇，发源于东方市境内的牛岭，至墩头港入南海北部湾。
据《东方县志》记载，北黎港位于北黎河出海口处，是琼西的一个重要渔、商港口，港内建有渔码头和盐运码头。民国时期发展为市墟，建有几十栋老骑楼。1939年7月8日，日本海军横须贺第四特别陆战队攻占八所潭和墩头港，并在北黎驻军，设立司令部。1942年建有榆(林)北(黎)铁路。1950年以后，由于泥沙淤浅，港口下迁至北黎河入海口墩头港，加之陆上交通逐渐发达，北黎村的交通咽喉作用不再。1957年昌感县政府从北黎迁到新街，北黎成为普通村。
上游建有探贡水库。1963年12月动工建设。河床溢流坝为浆砌石重力坝，坝顶长度50米。两岸为均质土坝，总长度799米。最大坝高18.4m。1964年11月停建。溢流坝为临时断面。1990年加固右岸土坝上游护坡和溢流坝灌浆防漏处理。漏水严重，属病险库，限制蓄水运行。正常蓄水位48m，相应库容1000万m3；设计洪水位50.98m，相应库容2035万m3；校核洪水位52.39m，相应库容2700万m3。设计灌溉面积800公顷，为戈枕引水工程下游灌区补水，现直接灌溉面积180公顷。